# Flosshilda crassipes
Flosshilda crassipes är en insektsart som först beskrevs av Carl Stål 1870.  Flosshilda crassipes ingår i släktet Flosshilda och familjen spottstritar. Inga underarter finns listade i Catalogue of Life.